# Grangärde distrikt
Grangärde distrikt är ett distrikt i Ludvika kommun och Dalarnas län. Distriktet ligger omkring Grangärde i södra Dalarna.

## Tidigare administrativ tillhörighet
Distriktet inrättades 2016 och utgörs av en del av Grangärde socken i Ludvika kommun.
Området motsvarar den omfattning Grangärde församling hade 1999/2000 och fick 1904 efter utbrytning av Grängesbergs församling.

## Tätorter och småorter
I Grangärde distrikt finns fyra tätorter och två småorter.

### Tätorter
- Norrbo och Västansjö
- Nyhammar
- Saxdalen
- Sunnansjö

### Småorter
- Saxhyttan
- Tuna-Hästberg (del av)